# Sonic and the Secret Rings
Sonic and the Secret Rings, nommé initialement Sonic Wild Fire, est un jeu vidéo de plate-forme issu de la série la série Sonic. Développé par la Sonic Team et édité par Sega, ce jeu est distribué en février 2007 exclusivement sur la console Wii de Nintendo en raison de sa jouabilité adaptée à la Wiimote. 
Spin-off de la série, l'origine de son développement est dû à la tentative avortée de porter le jeu Sonic the Hedgehog (sorti en 2006 sur PlayStation 3 et Xbox 360) sur la Wii. Le jeu prend place dans un univers inspiré des civilisations arabes.
Cette opus connaît une suite spirituelle en mars 2009 nommée Sonic et le Chevalier noir.

## Scénario
Dans cette aventure, Sonic est amené par Sharah (le génie de la Ring qu'il a à la main droite) dans un exemplaire des contes des Mille et une Nuits car Erazor Djinn, le méchant de l'histoire, efface tour à tour les pages du livre et envahit ce monde. Sonic fut donc emporté par Sharah dans le livre et tomba sur Erazor, qui lui envoie une flèche enflammée en plein cœur. Il ne meurt pas cependant et, d'après Erazor, doit ramener les sept Rings Mondiales (qui soutiennent le monde des Mille et Une Nuits), s'il veut retrouver la vie.
Il se révèlera plus tard être en fait le génie du conte d'Aladin ou la Lampe merveilleuse. À cause de ses méfaits, il a été enfermé dans la lampe, d'où il ne pouvait ressortir qu'après avoir exaucé le vœu de mille personnes. Une fois sa mission remplie, il fut libéré mais renouvela une haine contre l'humanité et commença à s'emparer des Mille et Une Nuits, en transformant les mots en de mauvais esprits à son service.
Il faut noter que c'est le deuxième jeu, après Knuckles' Chaotix, à utiliser les rings sacrés à la place des Émeraudes du Chaos.

## Doublage
| Voix anglaises : - Sonic : Jason Anthony Griffith - Ali Baba (Tails) : Amy Palant - Sinbad (Knuckles) : Dan Green - Shahra : Erica Schroeder - King Shahryar (Dr. Eggman) : Mike Pollock - King Solomon : Richard Will - Erazor Djinn : Peter Cormican - Omochao : Rebecca Hoenig | Voix japonaises : - Sonic : Junichi Kanemaru - Ali Baba (Tails) : Ryo Hirohashi - Sinbad (Knuckles) : Nobutoshi Kanna - Shahra : Mai Nakahara - King Shahryar (Dr.Eggman) : Chikao Otsuka - King Solomon : Fubito Yamano - Erazor Djinn : Masashi Ebara - Omochao : Etsuko Kozakura |

## Accueil
Globalement, le jeu a reçu des critiques assez satisfaisantes. Sur 51 tests, la note moyenne du jeu est de 70,71 % (14/20), ce qui fait de Sonic and the Secret Rings le 281e jeu Wii. Parmi les points positifs, le jeu est remarqué pour ses graphismes et sa bonne durée de vie. Les critiques reprochent principalement au jeu un scénario pas assez abouti et sans continuité avec les jeux précédents, et le manque de liberté d'action (Sonic avance automatiquement, comme s'il suivait des rails).